# 洛克薩哈奇 (佛羅里達州)
洛克薩哈奇（英語：Loxahatchee）是位於美國佛羅里達州棕櫚灘縣的一個非建制地區。該地的面積和人口皆未知。

## 地理
洛克薩哈奇的座標為26°46′18″N 80°14′20″W / 26.77167°N 80.23889°W，而該地的平均海拔高度為3米（即10英尺）。